# Gmina Domašinec
Gmina Domašinec (chorw. Općina Domašinec) – gmina w Chorwacji, w żupanii medzimurskiej. W 2011 roku liczyła  2251 mieszkańców.